# Trey Morrison
Trey Morrison (* 27. September 1989 in Vinita, Oklahoma, USA als Trey Derek Lippe Morrison) ist ein US-amerikanischer Boxer im Schwergewicht und aktuell ungeschlagen. Er wird von seinem Landsmann und Trainerlegende Freddie Roach trainiert.
Trey Morrison ist der Sohn vom ehemaligen WBO-Schwergewichts-Weltmeister Tommy Morrison, der Bruder von James Kenzie Witt-Morrison, der ebenfalls Schwergewichtsboxer und aktuell ungeschlagen ist, und der Urgroßneffe des Filmstars John Wayne.

## Profikarriere
Der für einen Schwergewichtler eher etwas klein geratene (1,88 m), aber sehr schnelle, bewegliche und schlagstarke Linksausleger gab am 15. Februar des Jahres 2014 in Miami gegen Kris Renty mit einem technischen K.-o.-Sieg in der 2. Runde erfolgreich sein Profidebüt.
Morrison konnte seine bisherigen Kämpfe alle für sich entscheiden, er gewann alle durch K. o., die meisten davon waren klassische Knockouts.

## Liste der Profikämpfe
| 12 Kämpfe, 12 Siege (12 K.-o.-Siege), 0 Niederlagen, 0 Unentschieden, 0 No Contests |                                               |                                              |                   |                       |
| Jahr                                                                                | Tag                                           | Ort                                          | Gegner            | Ergebnis für Morrison |
| 2014                                                                                | 15. Februar                                   | Buffalo Run Casino, Miami, Oklahoma, USA     | Kris Renty        | Sieg / TKO 2. Runde   |
| 2014                                                                                | 24. Mai                                       | Buffalo Run Casino, Miami, Oklahoma, USA     | Ronald Burchfield | Sieg / KO 1. Runde    |
| 2014                                                                                | 28. Juni                                      | Remington Park, Oklahoma City, Oklahoma, USA | Marvin Babe       | Sieg / KO 1. Runde    |
| 2014                                                                                | 16. August                                    | Buffalo Run Casino, Miami, Oklahoma, USA     | Emmit Woods       | Sieg / KO 1. Runde    |
| 2014                                                                                | 11. Oktober                                   | Buffalo Run Casino, Miami, Oklahoma, USA     | Matt Foster       | Sieg / KO 1. Runde    |
| 2014                                                                                | 13. Dezember                                  | Buffalo Run Casino, Miami, Oklahoma, USA     | Charles Heckmann  | Sieg / TKO 1. Runde   |
| 2015                                                                                | 7. März                                       | Buffalo Run Casino, Miami, Oklahoma, USA     | Richard Dawson    | Sieg / KO 1. Runde    |
| 2015                                                                                | 30. Mai                                       | Buffalo Run Casino, Miami, Oklahoma, USA     | Thomas Jones      | Sieg / TKO 2. Runde   |
| 2015                                                                                | 29. August                                    | Memorial Hall, Joplin, Missouri, USA         | Cory Phelps       | Sieg / KO 1. Runde    |
| 2015                                                                                | 14. November                                  | Buffalo Run Casino, Miami, Oklahoma, USA     | Bobby Thomas      | Sieg / KO 1. Runde    |
| 2016                                                                                | 23. Januar                                    | Buffalo Run Casino, Miami, Oklahoma, USA     | Thomas Hawkins    | Sieg / TKO 4. Runde   |
| 2016                                                                                | 23. September                                 | Buffalo Run Casino, Miami, Oklahoma, USA     | Ed Latimore       | Sieg / TKO 1. Runde   |
| 2016                                                                                | Quelle: Trey Morrison in der BoxRec-Datenbank |                                              |                   |                       |